# 圣克鲁斯 (雷纳西米恩托区)
圣克鲁斯是巴拿马奇里基省雷纳西米恩托区的一个城市。 该市面积为59.8平方（23.1平方英里），2010年时人口为1,904，故其人口密度为31.8名居民每平方（82名居民每平方英里）。 1990年时人口为2,859，2000年时人口为2,785。